# Otomys burtoni
Otomys burtoni är en gnagare i släktet egentliga öronråttor som förekommer i Kamerun.
Arten blir 14,5 till 16,7 cm lång (huvud och bål), har en 7,5 till 8,4 cm lång svans och väger 71 till 105 g. Bakfötterna är 2,9 till 3,2 cm långa och öronen är 2,2 till 2,6 cm stora. Djuret har en robust kropp och ett avrundat huvud. På ovansidan förekommer prickig brun päls, ibland med kopparfärgad skugga. Pälsen är lång och mjuk. Otomys burtoni har mörkbruna händer och fötter. Vid alla framtänder förekommer en tydlig ränna på insidan samt en otydlig ränna på utsidan. Arten skiljer sig även i konstruktionen av molarerna från andra släktmedlemmar.
Denna öronråtta lever vid Kamerunberget i regioner som ligger 2000 till 4000 meter över havet. Habitatet utgörs av fuktiga gräsmarker och av ängar i skogsgläntor.
Populationen i lägre regioner kan hotas av landskapets omvandling till jordbruksmark. Delar av regionen ingår i en nationalpark. IUCN listar arten på grund av den begränsade utbredningen som starkt hotad (EN).